# Air (zespół muzyczny)
Air – francuski duet założony w 1995 roku, grający muzykę elektroniczną. Tworzą go Nicolas Godin i Jean-Benoît Dunckel. Oprócz albumów studyjnych zespół zarejestrował także wiele koncertów oraz ścieżek filmowych.
Grupa inspiracje muzyczne czerpie od zespołów takich jak Pink Floyd, Tangerine Dream oraz od wykonawców takich jak Jean Michel Jarre i Vangelis. Godin i Dunckel jako jedno z głównych źródeł inspiracji podają też muzykę poważną Philippa Glassa.

## Dyskografia
Albumy studyjne
| Moon Safari                       | - Data: 16 stycznia 1998 - Wydawca: Virgin Records    | 21 | 6  | —   | 27 | - UK: platynowa płyta - FRA: złota płyta |
| 10 000Hz Legend                   | - Data: 28 maja 2001 - Wydawca: Virgin Records        | 7  | 7  | 88  | 54 | - UK: złota płyta                        |
| City Reading (Tre Storie Western) | - Data: 25 marca 2003 - Wydawca: Virgin Records       | —  | —  | —   | —  |                                          |
| Talkie Walkie                     | - Data: 20 stycznia 2004 - Wydawca: Virgin Records    | 3  | 2  | 61  | 17 | - UK: złota płyta                        |
| Pocket Symphony                   | - Data: 5 marca 2007 - Wydawca: Virgin Records        | 8  | 22 | 40  | 30 |                                          |
| Love 2                            | - Data: 2 października 2009 - Wydawca: Virgin Records | 12 | 36 | 100 | 43 |                                          |
| Le Voyage Dans La Lune            | - Data: 6 lutego 2012 - Wydawca: Virgin Records       | 17 | 35 | 57  | 40 |                                          |
| "—" album nie był notowany.       |                                                       |    |    |     |    |                                          |

Ścieżki dźwiękowe
| Tytuł               | Dane dot. albumu                                 | Pozycja na liście | Pozycja na liście | Pozycja na liście | Pozycja na liście | Certyfikat         |
| Tytuł               | Dane dot. albumu                                 | FRA               | UK                | USA               | NLD               | Certyfikat         |
| ------------------- | ------------------------------------------------ | ----------------- | ----------------- | ----------------- | ----------------- | ------------------ |
| The Virgin Suicides | - Data: 29 lutego 2000 - Wydawca: Virgin Records | 34                | 14                | 161               | 89                | - FRA: złota płyta |

Minialbumy
| Tytuł              | Dane dot. albumu                                | Pozycja na liście | Certyfikat          |
| Tytuł              | Dane dot. albumu                                | UK                | Certyfikat          |
| ------------------ | ----------------------------------------------- | ----------------- | ------------------- |
| Premiers Symptômes | - Data: 18 lipca 1997 - Wydawca: Virgin Records | 67                | - UK: srebrna płyta |

Remiks albumy
| Tytuł           | Dane dot. albumu                                 | Pozycja na liście |
| Tytuł           | Dane dot. albumu                                 | UK                |
| --------------- | ------------------------------------------------ | ----------------- |
| Everybody Hertz | - Data: 18 lutego 2002 - Wydawca: Virgin Records | 67                |